# Demografía de Georgia
El siguiente artículo describe las características de la demografía de Georgia

## Población

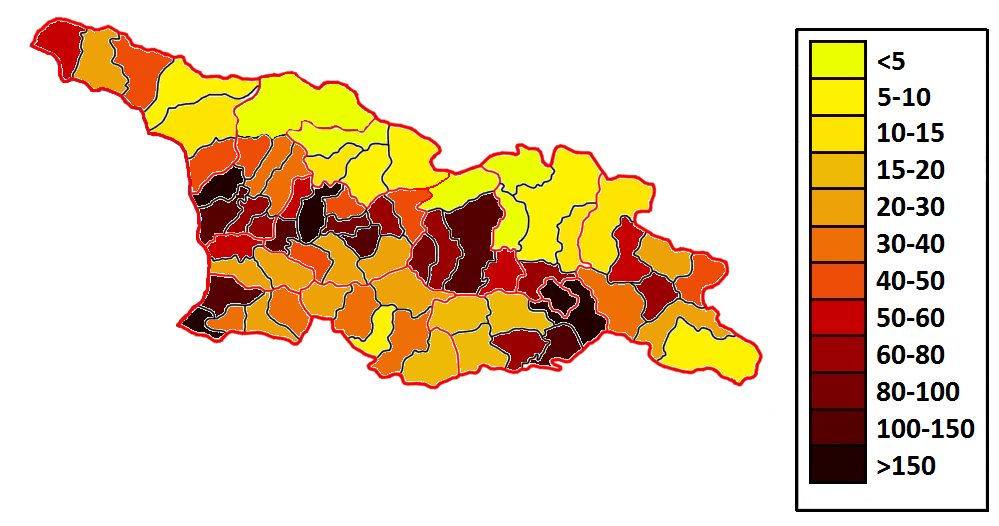
Densidad poblacional, 2016

Pirámide de edades de Georgia

La población actual de Georgia es de 4 371 535 (según el censo de 2005), donde étnicamente los georgianos forman la mayoría con cerca de 83,8%. Los azeríes, armenios y rusos son las minorías nacionales más importantes del país. También numerosos grupos más pequeños, incluyendo los Osetios, Yazids, Ucranianos, Griegos, Abjasios, Kists, Judíos, Bielorrusos, Polacos, Moldavos, Alemanes, Estonios, Asirios, Avaros, Chechenos, Lituanos, Turcos, Búlgaros, Letones, y otros.
El censo de 2002 no incluye la población de las regiones controladas por la Federación de Rusia, Abasia y Osetia del Sur. 
Desde la caída de la Unión Soviética, Georgia ha sufrido un serio colapso poblacional, como la frágil economía y pocas oportunidades de trabajo permitieron que cientos de georgianos emigraran en busca de trabajo, especialmente a Rusia. El problema se agrava aún más con la baja natalidad entre la población que reside permanentemente en el país. Un problema similar existe en la vecina Armenia. Se estima que la población actual es de un millón de personas menos que la que había en 1990, y algunos observadores sugieren que el número actual es incluso menor. El crecimiento poblacional presenta un acusado balance negativo (-1,1% anual), uno de los más bajos del mundo. La fecundidad también es baja (1,4 hijos por mujer). La población tiende a la madurez, pero la proporción de jóvenes (33,9%) aún domina sobre la de ancianos (19,4%).

## Etnias
Grupos étnicos
Georgianos son el grupo étnico predominante en Georgia, según el censo de 2002 el 84% de la población. El censo de 2002 no incluye la población de Abjasia y Osetia del Sur, los territorios que no están bajo control del gobierno georgiano.
La tabla muestra el total de la población de los diversos grupos étnicos en Georgia, según el censo de 2002.
| Grupo étnico  | Población | Porcentaje |
| ------------- | --------- | ---------- |
| Total         | 4 371 535 | 100%       |
| Georgianos    | 3 661 173 | 83,75%     |
| Azeríes       | 284 761   | 6.51%      |
| Armenios      | 248 929   | 5.69%      |
| Rusos         | 67 671    | 1,55%      |
| Osetios       | 38 028    | 0.87%      |
| Yezids        | 18329     | 0,42%      |
| Griegos       | 15 166    | 0,35%      |
| Kists         | 7 110     | 0,16%      |
| Ucranianos    | 7 039     | 0,16%      |
| Judíos        | 3 772     | 0,09%      |
| Abjasios      | 3 527     | 0,08%      |
| Asirios       | 3 299     | 0,08%      |
| Kurdos        | 2 514     | 0,06%      |
| Avaros        | 1 996     | 0,05%      |
| Chechenos     | 1 271     | 0,03%      |
| Otros pueblos | 6 910     | 0,15%      |

## Religión
El cristianismo es la religión principal del país, la mayoría de la población son segudiores de la Iglesia ortodoxa. A continuación se describe la distribución porcentual de las religiones más importantes del país:
| Religión                     | 2002      | 2002  | 2014      | 2014  |
| Religión                     | Número    | %     | Número    | %     |
| ---------------------------- | --------- | ----- | --------- | ----- |
| Cristianismo                 | 3,872,099 | 88.58 | 3,240,724 | 87.27 |
| –Iglesia ortodoxa de Gerogia | 3,666,233 | 83.87 | 3,097,573 | 83.41 |
| –Iglesia apostólica Armenia  | 171,139   | 3.92  | 109,041   | 2.94  |
| –Catolicismo                 | 34,727    | 0.79  | 19,195    | 0.52  |
| –Testigo de Jehovah          | -         | -     | 12,395    | 0.33  |
| –Protestantismo              | -         | -     | 2,520     | 0.07  |
| Islam                        | 433,784   | 9.92  | 398,677   | 10.73 |
| Yazidismo                    | -         | -     | 8,591     | 0.23  |
| Judaísmo                     | 3,541     | 0.08  | 1,417     | 0.04  |
| Otras religiones             | 62,111    | 1.42  | 1,429     | 0.04  |
| Sin religión                 | -         | -     | 19,080    | 0.51  |
| Rechaza pregunta             | -         | -     | 9,635     | 0.26  |
| Religión no declarada        | -         | -     | 34,251    | 0.92  |
| Total population             | 4,371,535 | 100.0 | 3,713,804 | 100.0 |

## Idiomas
Idiomas: Georgiano el idioma oficial del país es la lengua materna del 84% de la población. Otras lenguas habladas en la república son el ruso, armenio, azeri y osetio, entre otras. El abjaso también es el idioma oficial en Abjasia. Según el censo de 2002 el 90% de la población habla en georgiano, mientras que más de 50% sabe hablar en ruso. El inglés es la lengua extranjera más hablada en el país.
Alfabetismo:
- Definición: personas de 15 años y más que pueden leer y escribir
- total habitantes: 99%
- hombres: 100%
- mujeres: 98% (1999 est.)

## Estadísticas vitales
|      | Población | Nacidos vivos1 | Muertes1 | Cambio natural1 | Crude birth rate (per 1000) | Crude death rate (per 1000) | Cambio natural(por 1000) | Tasa de fertilidad |
| ---- | --------- | -------------- | -------- | --------------- | --------------------------- | --------------------------- | ------------------------ | ------------------ |
| 1950 | 3,527,000 | 82,900         | 27,000   | 55,900          | 23.5                        | 7.7                         | 15.9                     |                    |
| 1951 | 3,585,000 | 86,800         | 26,900   | 59,900          | 24.2                        | 7.5                         | 16.7                     |                    |
| 1952 | 3,646,000 | 85,700         | 26,600   | 59,100          | 23.5                        | 7.3                         | 16.2                     |                    |
| 1953 | 3,710,000 | 87,200         | 26,300   | 60,900          | 23.5                        | 7.1                         | 16.4                     |                    |
| 1954 | 3,775,000 | 91,400         | 26,000   | 65,400          | 24.2                        | 6.9                         | 17.3                     |                    |
| 1955 | 3,840,000 | 92,500         | 25,700   | 66,800          | 24.1                        | 6.7                         | 17.4                     |                    |
| 1956 | 3,904,000 | 89,800         | 26,500   | 63,300          | 23.0                        | 6.8                         | 16.2                     |                    |
| 1957 | 3,967,000 | 89,700         | 27,000   | 62,700          | 22.6                        | 6.8                         | 15.8                     |                    |
| 1958 | 4,031,000 | 93,100         | 27,400   | 65,700          | 23.1                        | 6.8                         | 16.3                     |                    |
| 1959 | 4,095,000 | 98,300         | 27,400   | 70,900          | 24.0                        | 6.7                         | 17.3                     |                    |
| 1960 | 4,160,000 | 102,866        | 27,015   | 51,866          | 24.7                        | 6.5                         | 18.2                     | 2.65               |
| 1961 | 4,224,000 | 104,429        | 27,621   | 53,429          | 24.7                        | 6.5                         | 18.2                     | 2.65               |
| 1962 | 4,291,000 | 101,717        | 30,394   | 51,717          | 23.7                        | 7.1                         | 16.6                     | 2.63               |
| 1963 | 4,357,000 | 100,326        | 29,620   | 51,326          | 23.0                        | 6.8                         | 16.2                     | 2.62               |
| 1964 | 4,420,000 | 97,433         | 29,708   | 48,433          | 22.0                        | 6.7                         | 15.3                     | 2.62               |
| 1965 | 4,478,000 | 94,987         | 31,291   | 46,987          | 21.2                        | 7.0                         | 14.2                     | 2.60               |
| 1966 | 4,531,000 | 92,026         | 30,389   | 44,026          | 20.3                        | 6.7                         | 13.6                     | 2.57               |
| 1967 | 4,577,000 | 89,302         | 32,904   | 42,302          | 19.5                        | 7.2                         | 12.3                     | 2.53               |
| 1968 | 4,619,000 | 89,660         | 32,416   | 43,660          | 19.4                        | 7.0                         | 12.4                     | 2.52               |
| 1969 | 4,662,000 | 87,069         | 35,169   | 41,069          | 18.7                        | 7.5                         | 11.2                     | 2.45               |
| 1970 | 4,706,000 | 90,207         | 34,283   | 45,207          | 19.2                        | 7.3                         | 11.9                     | 2.62               |
| 1971 | 4,753,000 | 90,396         | 35,325   | 45,396          | 19.0                        | 7.4                         | 11.6                     | 2.61               |
| 1972 | 4,798,000 | 86,402         | 36,409   | 41,402          | 18.0                        | 7.6                         | 10.4                     | 2.53               |
| 1973 | 4,837,000 | 88,577         | 35,911   | 44,577          | 18.3                        | 7.4                         | 10.9                     | 2.58               |
| 1974 | 4,876,000 | 89,761         | 37,145   | 45,761          | 18.4                        | 7.6                         | 10.8                     | 2.59               |
| 1975 | 4,908,000 | 89,712         | 39,292   | 45,712          | 18.3                        | 8.0                         | 10.3                     | 2.52               |
| 1976 | 4,940,000 | 90,605         | 38,875   | 46,605          | 18.3                        | 7.9                         | 10.4                     | 2.52               |
| 1977 | 4,972,000 | 89,028         | 40,139   | 45,028          | 17.9                        | 8.1                         | 9.8                      | 2.33               |
| 1978 | 4,990,000 | 88,766         | 40,239   | 45,766          | 17.8                        | 8.1                         | 9.8                      | 2.31               |
| 1979 | 5,017,000 | 89,803         | 41,907   | 47,896          | 17.8                        | 8.4                         | 9.5                      | 2.34               |
| 1980 | 5,056,000 | 89,458         | 43,346   | 46,112          | 17.6                        | 8.6                         | 9.1                      | 2.26               |
| 1981 | 5,086,000 | 92,501         | 43,961   | 48,540          | 18.1                        | 8.6                         | 9.5                      | 2.29               |
| 1982 | 5,117,000 | 91,784         | 42,734   | 49,050          | 17.9                        | 8.4                         | 9.6                      | 2.25               |
| 1983 | 5,151,000 | 92,660         | 43,301   | 49,359          | 18.0                        | 8.4                         | 9.6                      | 2.20               |
| 1984 | 5,184,000 | 95,841         | 45,787   | 50,054          | 18.5                        | 8.8                         | 9.7                      | 2.24               |
| 1985 | 5,218,000 | 97,739         | 46,153   | 51,586          | 18.7                        | 8.8                         | 9.9                      | 2.27               |
| 1986 | 5,250,000 | 98,155         | 46,354   | 51,801          | 18.7                        | 8.8                         | 9.9                      | 2.26               |
| 1987 | 5,300,000 | 94,595         | 46,332   | 48,263          | 17.8                        | 8.7                         | 9.1                      | 2.19               |
| 1988 | 5,367,000 | 91,905         | 47,544   | 44,361          | 17.1                        | 8.9                         | 8.3                      | 2.13               |
| 1989 | 5,413,000 | 91,138         | 47,077   | 44,061          | 16.8                        | 8.7                         | 8.1                      | 2.15               |
| 1990 | 5,439,000 | 92,815         | 50,721   | 43,895          | 17.1                        | 9.3                         | 8.1                      | 2.29               |
| 1991 | 5,460,000 | 89,091         | 52,416   | 36,675          | 16.3                        | 9.6                         | 6.7                      | 2.07               |
| 1992 | 5,408,000 | 72,631         | 55,076   | 17,555          | 13.4                        | 10.2                        | 3.2                      | 1.72               |

1Nacimientos y muertes hasta el 1959 resultan de estimaciones aproximadas

#### Excluyendo la región de Abkhazia y Tskhinvali
|      | Población | Nacidos vivos | Muertes | Natural change | Crude birth rate (per 1000) | Crude death rate (per 1000) | Natural change (per 1000) | Tasas de fecundidad |
| ---- | --------- | ------------- | ------- | -------------- | --------------------------- | --------------------------- | ------------------------- | ------------------- |
| 1993 | 4,854,000 | 55,594        | 56,270  | −676           | 11.5                        | 11.6                        | −0.1                      |                     |
| 1994 | 4,862,000 | 57,311        | 50,326  | 6,985          | 11.8                        | 10.4                        | 1.4                       | 1.53                |
| 1995 | 4,734,000 | 56,486        | 49,219  | 7,267          | 11.9                        | 10.1                        | 1.8                       | 1.57                |
| 1996 | 4,616,000 | 55,153        | 48,251  | 6,902          | 11.6                        | 10.2                        | 1.4                       | 1.60                |
| 1997 | 4,532,000 | 54,136        | 48,026  | 6,110          | 11.4                        | 10.5                        | 1.1                       | 1.63                |
| 1998 | 4,487,000 | 51,491        | 47,907  | 3,584          | 11.0                        | 10.5                        | 0.5                       | 1.60                |
| 1999 | 4,453,000 | 48,408        | 47,909  | 499            | 10.7                        | 10.6                        | 0.1                       | 1.55                |
| 2000 | 4,418,000 | 48,167        | 48,250  | -83            | 10.7                        | 10.7                        | -0.0                      | 1.59                |
| 2001 | 4,386,000 | 46,620        | 47,133  | -513           | 10.5                        | 10.6                        | -0.1                      | 1.57                |
| 2002 | 4,357,000 | 45,127        | 47,514  | -2,387         | 10.2                        | 10.8                        | -0.6                      | 1.53                |
| 2003 | 4,329,000 | 45,450        | 47,114  | -1,664         | 10.3                        | 10.7                        | -0.4                      | 1.56                |
| 2004 | 4,318,000 | 45,751        | 49,746  | -3,995         | 10.3                        | 11.2                        | -0.9                      | 1.58                |
| 2005 | 4,321,000 | 46,063        | 49,534  | -3,471         | 10.4                        | 11.1                        | -0.7                      | 1.59                |
| 2006 | 4,401,000 | 46,845        | 50,014  | -3,169         | 10.6                        | 11.2                        | -0.6                      | 1.62                |
| 2007 | 4,394,000 | 48,499        | 50,204  | -1,705         | 11.1                        | 11.4                        | -0.3                      | 1.69                |
| 2008 | 3,847,000 | 52,442        | 50,490  | 1,952          | 13.6                        | 13.1                        | 0.5                       | 1.84                |
| 2009 | 3,829,000 | 56,568        | 50,794  | 5,774          | 14.8                        | 13.3                        | 1.5                       | 2.01                |
| 2010 | 3,800,000 | 55,230        | 51,066  | 4,164          | 14.6                        | 13.5                        | 1.1                       | 2.00                |
| 2011 | 3,774,000 | 51,565        | 49,818  | 1,747          | 13.7                        | 13.3                        | 0.4                       | 1.89                |
| 2012 | 3,740,000 | 49,969        | 49,347  | 622            | 13.4                        | 13.2                        | 0.2                       | 1.85                |
| 2013 | 3,718,000 | 49,657        | 48,564  | 1,093          | 13.4                        | 13.1                        | 0.3                       | 1.86                |
| 2014 | 3,717,000 | 60,635        | 49,087  | 11,548         | 16.3                        | 13.2                        | 3.1                       | 2.31                |
| 2015 | 3,722,000 | 59,249        | 49,121  | 10,128         | 15.9                        | 13.2                        | 2.7                       | 2.31                |
| 2016 | 3,729,000 | 56,569        | 50,771  | 5,798          | 15.2                        | 13.7                        | 1.5                       | 2.24                |
| 2017 | 3,726,000 | 53,293        | 47,822  | 5,471          | 14.3                        | 12.9                        | 1.4                       | 2.14                |
| 2018 | 3,729,000 | 51,138        | 46,524  | 4,614          | 13.7                        | 12.5                        | 1.2                       | 2.12                |
| 2019 | 3,723,000 | 48,296        | 46,659  | 1,637          | 13.0                        | 12.5                        | 0.4                       | 2.01                |
| 2020 | 3,716,900 | 46,520        | 50,537  | -4,017         | 12.5                        | 13.6                        | -1.1                      | 1.97                |